# Rodrigo Gallo
Rodrigo Leonel Gallo (La Plata, 4 novembre 2000) è un calciatore argentino, difensore del Dep. Riestra.

## Caratteristiche tecniche
È un terzino sinistro.

## Carriera
Gallo è cresciuto nel settore giovanile del Gimnasia (LP), con cui ha firmato il suo primo contratto professionistico il 16 marzo 2021. Nel febbraio del 2022 è stato ceduto in prestito al Ferro (GP), dove ha giocato 8 incontri nel Torneo Federal A (la terza divisione argentina). Rientrato a La Plata, ha debuttato in prima squadra il 14 giugno 2023 nell'incontro di Coppa Sudamericana perso 2-0 contro il Goiás; nel prosieguo della stagione fa poi anche il suo esordio nella prima divisione argentina, categoria nella quale continua poi a giocare anche nel 2024.
Il 31 dicembre 2024 si svincola dal Gimnasia.

## Statistiche

### Presenze e reti nei club
Statistiche aggiornate al 15 dicembre 2024.
| Stagione        | Squadra         | Campionato      | Campionato | Campionato | Coppe nazionali | Coppe nazionali | Coppe nazionali | Coppe continentali | Coppe continentali | Coppe continentali | Altre coppe | Altre coppe | Altre coppe | Totale | Totale | Totale |
| Stagione        | Squadra         | Comp            | Pres       | Reti       | Comp            | Pres            | Reti            | Comp               | Pres               | Reti               | Comp        | Pres        | Reti        | Pres   | Reti   |        |
| --------------- | --------------- | --------------- | ---------- | ---------- | --------------- | --------------- | --------------- | ------------------ | ------------------ | ------------------ | ----------- | ----------- | ----------- | ------ | ------ | ------ |
| 2022            | Ferro (GP)      | TFA             | 8          | 0          | CA              | 0               | 0               | -                  | -                  | -                  | -           | -           | -           | 8      | 0      |        |
| 2023            | Gimnasia (LP)   | PD              | 1          | 0          | CA+CdL          | 0+9             | 0               | CS                 | 1                  | 0                  | -           | -           | -           | 11     | 0      |        |
| 2024            | Gimnasia (LP)   | PD              | 6          | 0          | CA+CdL          | 1+2             | 0               | -                  | -                  | -                  | -           | -           | -           | 12     | 0      |        |
| Totale carriera | Totale carriera | Totale carriera | 15         | 0          |                 | 12              | 0               |                    | 1                  | 0                  |             | -           | -           | 31     | 0      |        |